# パズル (小説)
『パズル』は、2004年に角川書店より刊行された山田悠介の小説。および、それを原作とした各種作品群である。

## あらすじ
超有名進学校の特進クラスが武装集団に占拠された。犯人グループの要求は、“48時間以内に校舎内に隠された2,000ピースのパズルを探し出せ。さもなければ自分たちの担任、安田を殺す”というものだった。今、究極の死のゲームが始まる。

## 登場人物

### 特進クラス
湯浅茂央
主人公。
政府の高官である父親と教育熱心な母親の間に育った。成績はクラスでトップ。裕福な家系の生まれであるが、幼い頃から勉強だけで生きてきたため、普通の高校生に強い憧れを持っている。
パズル探しではリーダー格を務め、反感を買いながらも最後まで奔走した。
大高雅規
プライドが高く、自らが1番でなければ我慢できない性質の青年。
湯浅にライバル心を抱き、パズル探しでは安田を救うことよりも、湯浅に勝つという執念で取り組むが、神谷と共に三留の死の遠因を作ってしまった罪悪感もあり、最後は共に協力し犯人たちの目的を探った。
長野邦子
幼い頃から甘やかされて育った一人っ子の少女。
そのため、何もかもが自らの思い通りになると思っている自己中心的な性格。
舛谷健介
控えめな性格で、頭は良いが自ら発言することが少ない青年だが、パズル探しでは自ら司令塔を買って出たなど正義感の強い一面を見せる。
パソコンが得意で、そのデータ収集力で大きな戦力となった。
ゲーム終了後は湯浅と友達になった。
飯川龍一
爽やかな顔立ちで長身の美少年。
努力しなくても運動、勉強、全てに秀でたスーパーボーイだが、熱中できるものがなかったため、退屈な人生を送っていた。マイペースで何事にも気楽に接するため、あまり動じることもなかった。
中村梓
特に秀でた部分が無いが、他の生徒たちよりほんの少し優しさを見せる少女。
パズル探しではリタイアしようとした大高達を踏みとどまらせたり、みんなにやる気を出させるなどの一面を見せていた。
その正体は犯人グループの一人であり、自身も安田に退学させられそうになっていた。パズル探しではクラスメイトのやる気を煽る働きをした。
神谷健太郎
自分から意見することのない、控えめで臆病な青年。
その性格を大高に利用され、警察に助けを求めるも、それが裏目に出て、三留の死の遠因を作ってしまった。
丹野哲哉
大柄で寡黙、無愛想な青年。
湯浅からも最初は若干引かれていたが、根は責任感のある優しい性格であり、後に頼れる仲間のひとりとなる。
塚越大輔
教育熱心な両親に育てられるが、同じクラスを首席で卒業した兄と姉より劣っていると見られ、全く愛情を注がれてこなかった小柄な青年。
ほかのクラスメイトが家族から心配されて電話などがかかってきても、彼だけは全く何も言われていなかった。パズル探しを通して、今後は一切両親に従わない決意をする。
井桁健一
どちらかというと臆病な青年で、極度のマザコン。
パズル探し開始時も、大平と共に逃げ出すが、罪悪感に捕われ、最後の最後に母親や警官の制止を振り切って学校に戻り、パズル探しに参加。残り数少ないピースのひとつを見つけ出したことで、クラスメイトたちから「仲間」と認められた。
大平陽子
父親が政治家の大金持ちで、非常に自分勝手な性格。
パズル探し開始時も、真っ先に逃げ出した。
滝川敬子
どちらかというと大人しい方だが、かなりの努力家でもある。
内田とはライバル関係にある。
内田清美
お嬢様育ちで、長野や大平同様、自己中心的な性格。
滝川とライバル関係にある。
植村恵美
非常に負けず嫌いな少女。
他人に頼ることを嫌う傾向がある。
梅崎美保
少々気の利かないところがある少女。
パズル探しでは湯浅に比較的協力的であった。

### 教師
安田寛
徳名館高校特進クラスの担任であり、茂央等優秀な生徒には積極的に目をかけるが、少しでも劣っている生徒を退学に追い込むなど、問題行為を繰り返しており、教師どころか人間としては最低の人物である。
今回の事件の犯人である生徒たちも安田によって退学させられた者達である。犯人グループに人質にされ、12時間ごとに体罰を受けてしまうことに。さらには終盤で三留に銃撃されるも、何とか生き残った。だが、今回の事件の影響で学校をやめさせられるだろうと思われる。
今野聖子
女教師。
生徒たちを心配するふりをしているが、実際は安田の死を心の底で願っていた。

### 学園関係者
三留直弥
茂央の同級生であった青年。茂央とは席が隣同士だったため、比較的親しい仲だった。
他校に転校することになり、そのための書類を学校に取りに来ていたところを犯人グループの人質にされてしまう。さらには大高と神谷が警察を呼んだことで激昂した犯人に射殺されてしまったかに見えたが、実際は生存していた。
その正体は犯人グループのリーダーであり、安田によって退学に追い込まれた生徒たちと共に警察官から銃を奪い、隠し持っていた。そして特進クラスの生徒たちと安田に復讐するために今回の事件を計画。最後の最後に安田を殺害しようと画策するも失敗に終わり警察に逮捕された。

### 犯人グループ
全員が覆面を装着し、銃火器を装備していた。その正体は安田の嫌がらせによって退学に追い込まれた者で、三留と梓もメンバーだった。退学した時期は全員異なるがその時期に成績がクラス最下位だったという共通点がある。
大西邦卓

高橋泰之

立花義寛

内山将史
犯人グループのリーダーを演じ、湯浅達に指示を出し続けた。
最初に退学した人物で誰も声を覚えていなかったため、正体は終盤自分で明かすまで看破されなかった。
神田仁美

## 用語
徳名館高校

特進クラス

## 既刊一覧
単行本（角川書店）
- パズル 2004年6月3日 発売[1] ISBN 978-4-04-873523-0

角川文庫（角川書店）
- パズル 2007年6月23日 発売[2] ISBN 978-4-0437-9202-3

角川つばさ文庫（角川書店）
- パズル 48時間戦争 2012年2月13日 発売[3] ISBN 978-4-0463-1219-8

## テレビドラマ
2007年1月13日から2月3日まで、テレビ朝日系列で日曜1時25分 - 1時55分（土曜深夜、通称土曜ミッドナイトドラマ枠）で放送された。全4話。

### キャスト
- 湯浅茂央 - 柳浩太郎
- 大高雅規 - 中村優一
- 長野邦子 - 高橋まりの
- 舛谷健介 - 森廉
- 飯川龍一 - 山本裕典
- 中村梓 - 桂亜沙美
- 神谷健太郎 - 中川真吾
- 丹野哲哉 - 中村昌也
- 滝川敬子 - 志田菜々子
- 塚越大輔 - 田中琢磨
- 今野聖子 - 片岡明日香
- 安田寛 - 天田暦
- 三留直弥 - 今野雅人
- 神田仁 - 成田昌児
- 大西邦卓 - 加藤翔平
- 高橋泰之 - 矢内伸幸
- 立花義寛 - 荒井賢太
- 内山将史 - 鈴木康太

### スタッフ
- 脚本：佐藤久美子
- 演出：都築淳一、佐藤源太

### 主題歌
- 「虹のつづき」広沢タダシ

### サブタイトル
- 第1話「犠牲者」
- 第2話「自殺者」
- 第3話「裏切者」
- 最終話「共謀者」

### 原作小説の相違点
ルールの違い
- 小説では、ゲーム開始後に帰宅してもよいが、ドラマではゲーム終了まで学校を出ることはできない。
- 小説では、外部との連絡が取れるが、ドラマでは外部との連絡を取ることはできない。
- 小説では、12時間毎に安田へ体罰が与えられるが、ドラマでは与えられない。

登場人物の違い
- 小説ではクラスの人数が15人である。その内参加したのは13人で、2人帰宅した。
- ドラマで登場していない人物→「井桁健一」「内田清美」「植村恵美」「梅崎美保」「大平陽子」「神田仁美」
- 小説で登場していない人物→「神田仁」
- 小説での犯人の人数は6人である。

犯人グループの命令
- 小説では、コンピュータールームへ集まるよう命令されるが、ドラマでは音楽室へ集まるよう命令される。

犯人グループの篭城場所
- 小説では、職員室だが、ドラマでは体育館になっている。

パズルの行方
- 小説では、警察に押収されるが、ドラマでは教室に置かれている。

### 関連商品
テレビ朝日
- パズル DVD　2007年7月4日発売　TCED-0140

| テレビ朝日 土曜ミッドナイトドラマ | テレビ朝日 土曜ミッドナイトドラマ | テレビ朝日 土曜ミッドナイトドラマ |
| 前番組                            | 番組名                            | 次番組                            |
| --------------------------------- | --------------------------------- | --------------------------------- |
| 拝み屋横丁顛末記                  | パズル                            | 失踪HOLIDAY                       |

## 漫画
2007年3月号より『月刊少年エース』にて掲載された。作画:三部けい。
基本設定は踏襲されているものの、湯浅や安田の性別が変わっている等独自の設定が盛り込まれており、相違点が多く目立つ。小説とは違う結末となっている。

### 登場人物
湯浅香澄
小説とは逆に少女の設定。ごく普通の女子であるが、芯の強さから全員のリーダーシップを取る。
舛谷健介
シェイクスピアに興味がある。作戦参謀的存在になる。
長野邦子
非常にプライドの高いお嬢様タイプ。三留に恋愛感情を抱いていた模様。
梅崎努
成績はあまり良くなく、気が弱い。銃に詳しい。
丹野哲也
体格が良く、力も強い。犯人グループの銃を奪おうとするが失敗して撃たれる。パズル探しをリタイアし、病院へ運ばれ、一命を取り留める
中村梓
漫画版では犯人グループの一人という設定はない。丹野とは仲がよく気の強い性格。
大高雅規
1番に固執している。成績トップな三留に嫉妬していた。
井桁
最初に逃げ出した生徒。家に戻った後はパソコンで学校の様子を見ていた。パズルの完成図である集合写真を舛谷に送った後もパズル探しの様子を見続け、最終的に最後の九つのピースの内の一つを探し出して学校に戻る。
安田
小説とは逆に女教師になっている。美人ながらも冷酷な性格で、成績の悪い生徒は名前さえ覚えようとしない。犯人グループに拉致され、48時間以内に2,000ピースのパズルを探し出せなければ、首を吊られるという運命にある。
三留
犯人グループのリーダー。恋人の川本が自殺する原因を作った安田や湯浅達にその罪を認めさせるため死のゲームを実行した。本心では自分が安田を殺すのを湯浅達が止めてくれるのを願っていた。
川本歩美
いじめられっ子の少女。安田に切り捨てられた三留が心の埋め合わせのため表面上恋人として付き合いだした。三留の子を宿してしまい、三留から「子を堕ろせ」と言われたのと、湯浅達からの無神経な行為が原因で自殺してしまった。

### 単行本
カドカワコミックス・エース（角川書店）
- パズル 2007年6月22日 発売[4] ISBN 978-4-0471-3937-4（漫画・上巻）
- パズル 2007年11月21日 発売[5] ISBN 978-4-0471-3982-4（漫画・下巻）

## ゲーム
PlayStation Portable用ソフト『パズル -ぼくらの48時間戦争-』が2009年11月26日に角川書店より発売。

### 声の出演
- 湯浅茂央 - 阿部敦
- 中村梓 - 下田麻美
- 長野邦子 - 伊藤静
- 大高雅規 - 前野智昭
- 飯川龍一 - 鈴木達央
- 滝川敬子 - 沼倉愛美
- 塚越大輔 - 岡林史泰

## 映画
『パズル』は2014年に製作されたスリラー映画。監督は内藤瑛亮、夏帆と野村周平が主演を務める。2014年3月8日より全国公開された。キャッチコピーは「ねぇ、世界を壊してやろうよ」「世界は、ピースの欠けたパズル」。興行収入は500万円。
漫画版同様、基本設定は踏襲されているものの、独自の設定が盛り込まれており、相違点が多く目立つ。